# Tord Lundström
Tord Göte Lundstrom (* 4. března 1945 Kiruna) byl švédský lední hokejista, který nastupoval povětšinou jako křídelní útočník. Se švédskou reprezentací získal šest medailí na mistrovství světa, tři stříbrné (1969, 1970, 1973) a tři bronzové (1965, 1971, 1975). Zúčastnil se i MS 1966 (4. místo), Kanadského poháru 1976 a olympijských her 1968 a 1972 (v obou případech 4. místo). Na šampionátu v roce 1975 se stal nejlepším střelcem. Na mistrovstvích světa celkem nastřílel 40 branek (v 74 utkáních), což ho řadí na 24. místo historické tabulky. Za národní tým nastupoval v letech 1963-1977 a odehrál 200 utkání. S klubem Brynäs IF se stal devětkrát mistrem Švédska (1964, 1966, 1967, 1968, 1970, 1971, 1972, 1976, 1977). To je švédský rekord. Jednu sezónu strávil i v severoamerické NHL, v dresu Detroit Red Wings, ale odehrál zde jen 11 utkání a na většinu sezóny byl zapůjčen do anglického klubu London Lions. V roce 2011 byl uveden do Síně slávy Mezinárodní hokejové federace. Jeho číslo 6 bylo k jeho poctě navždy vyřazeno ze sady dresů Brynäs IF.